# زبان مینوسی
زبان مینوسی زبان (یا زبان‌های) مردم باستانی مینوسی در کرت است که به هیروگلیف کرتی و سپس به هجانگاری خط ا نوشته می‌شد. از آنجا که هیروگلیف‌های کریتی رمزگشایی‌نشده و خط ا نیز فقط تا حدودی رمزگشایی شده‌است، زبان می‌نوشی ناشناخته و دسته‌بندی‌نشده باقی مانده‌است. با شواهد موجود، نمی‌توان با اطمینان گفت که این دو خط یک زبان را ضبط می‌کنند، یا حتی یک زبان واحد در هر یک ثبت شده‌است.
مینوسی یک زبان دسته‌بندی‌نشده است، یا شاید چندین زبان است که به یک خط نوشته شده‌اند. این زبان با خانواده‌های هندواروپایی، سامی و تیرنی مقایسه شده که همگی بی‌نتیجه مانده‌اند. همچنین پیشنهاد شده این زبان عضوی از خانواده زبان‌های پیش‌هندواروپایی است.